# Humberto Carrillo
Humberto Carrillo Solano, meglio noto come Humberto Carrillo o semplicemente come Humberto o Berto (Monterrey, 20 ottobre 1995), è un wrestler messicano sotto contratto con la WWE.

## Carriera

### Circuito indipendente (2012–2018)
Il 16 dicembre 2012, Carrillo inizia la sua carriera come Último Ninja quando si è esibito in uno show di wrestling di Monterrey con El Ninja Jr sconfiggendo Genocida e The Beast. Último Ninja ha poi combattuto in diverse federazioni indipendenti messicane come Casanova Pro, Nueva Generacion Xtrema, Lucha Libre Del Norte, Lucha Libre Azteca, The Crash Lucha Libre, Chilanga Mask, Empresa Regiomontana de Lucha Libre, RIOT Wrestling Alliance, Promociones MDA e molte altre. Durante la sua carriera in Messico, Último Ninja ha vinto numerosi titoli tra cui il PCLL Tag Team Championship, il LyC Tag Team Championship, il Crash Tag Team Championship e il WWA World Middleweight Championship.
Último Ninja ha anche combattuto nella Pro Wrestling Noah, Baja Stars USA, Martinez Entertainment Lucha Libre Mexicana e Major League Wrestling.

### WWE (2018–presente)

#### NXTe205 Live(2018–2019)
Il 18 ottobre 2018 Carrillo firmò con la WWE, venendo inizialmente collocato nel territorio di sviluppo di NXT. Nella puntata di NXT del 19 settembre giugno Carrillo fece il suo debutto televisivo venendo sconfitto da Jaxson Ryker. Nella puntata di 205 Live del 15 gennaio 2019 il General Manager Drake Maverick annunciò che Carrillo sarebbe stato parte del roster dei pesi leggeri a tempo pieno. Nella stessa puntata, Carrillo affrontò il Cruiserweight Champion Buddy Murphy in un match non titolato venendo sconfitto. Nella puntata di 205 Live del 5 febbraio Carrillo partecipò ad un Fatal 4-Way Elimination match che comprendeva anche Akira Tozawa, Cedric Alexander e Lio Rush per determinare lo sfidante al Cruiserweight Championship di Buddy Murphy ma venne eliminato da Tozawa. Nella puntata di 205 Live del 5 marzo Carrillo venne sconfitto da Oney Lorcan nei quarti di finale di un torneo per determinare lo sfidante di Buddy Murphy per il Cruiserweight Championship a WrestleMania 35. Nella puntata di 205 Live del 27 agosto Carrillo sconfisse poi Lorcan diventando lo sfidante al Cruiserweight Championship di Drew Gulak. Il 15 settembre, nel Kick-off di Clash of Champions, Carrillo partecipò ad un Triple Threat match per il Cruiserweight Championship che comprendeva anche il campione Drew Gulak e Lince Dorado ma il match venne vinto da Gulak.

#### Varie faide (2019–2020)
Nella puntata di Raw del 14 ottobre 2019, per effetto del Draft, Carrillo passò al roster di Raw. Nella puntata di Raw del 21 ottobre Carrillo venne sconfitto dall'Universal Champion Seth Rollins in un match non titolato, nonostante un'ottima prestazione. Il 31 ottobre, a Crown Jewel, Carrillo vinse una Battle Royal per determinare lo sfidante di AJ Styles per lo United States Championship più avanti nella serata eliminando per ultimo Erick Rowan; successivamente, Carrillo affrontò Styles per lo United States Championship ma venne sconfitto. Il 15 dicembre, nel Kick-off di TLC: Tables, Ladders & Chairs, Carrillo sconfisse Andrade per la seconda volta, dopo che aveva trionfato contro di lui a Raw pochi giorni prima. Nella puntata di Raw del 16 dicembre Carrillo partecipò ad un gauntlet match per determinare lo sfidante allo United States Championship ma, dopo aver eliminato Ricochet, avrebbe dovuto affrontare Andrade ma questi lo attaccò brutalmente, terminando l'incontro in no-contest. Il 26 gennaio 2020, nel Kick-off della Royal Rumble, Carrillo affrontò Andrade per lo United States Championship ma venne sconfitto. La sera dopo, a Raw, Carrillo affrontò nuovamente Andrade per il titolo statunitense sconfiggendolo per squalifica a causa dell'intervento di Zelina Vega, senza dunque il cambio di titolo; al termine dell'incontro, Carrillo attaccò brutalmente Andrade con una DDT sul cemento (kayfabe). Il 27 febbraio, a Super ShowDown, Carrillo venne sconfitto da Angel Garza nel rematch di tre giorni prima a Raw. L'8 marzo, ad Elimination Chamber, Carrillo affrontò di nuovo Andrade per lo United States Championship ma venne sconfitto. Nella puntata di Raw del 4 maggio Carrillo partecipò ad un Gauntlet match di qualificazione al Money in the Bank Ladder match ma venne eliminato per ultimo da AJ Styles. Nella puntata di Raw del 21 settembre Carrillo e Dominik Mysterio parteciparono ad un Triple Threat Tag Team match che comprendeva anche Andrade e Angel Garza e Murphy e Seth Rollins per determinare gli sfidanti al Raw Tag Team Championship degli Street Profits ma il match venne vinto da Andrade e Garza. Il 22 novembre, nel Kick-off di Survivor Series, Carrillo partecipò ad una Battle Royal tra Raw e SmackDown ma venne eliminato da Angel Garza.

#### Los Lotharios (2021–2023)
Nella puntata di SmackDown del 9 aprile 2021 partecipò all'André the Giant Memorial Battle Royal ma venne eliminato da Mace e T-Bar. In seguito si concentrò nuovamente sullo United States Championship, detenuto questa volta da Sheamus, ma non riuscì a diventare lo sfidante alla cintura a causa di Ricochet, ed entrambi fallirono nell'intento, sino al 31 maggio, quando Carrillo prevalse su Sheamus in un match non titolato. Nella puntata di Raw del 12 luglio affrontò poi Sheamus, questa volta in un match valevole per la cintura degli Stati Uniti, ma venne sconfitto in pochissimo tempo (dopo che lo stesso Sheamus aveva brutalmente attaccato Carrillo prima del match nel backstage). Successivamente si alleò con il cugino Angel Garza, e i due ottennero due vittorie contro Mansoor e Mustafa Ali. Il 4 ottobre, per effetto del Draft, Carrillo e Garza passarono al roster di SmackDown. Nella puntata del 29 ottobre i due interferirono nel Trick or Street Fight tra Rick Boogs e Shinsuke Nakamura e Happy Corbin e Madcap Moss favorendo la vittoria di questi ultimi, e allineandosi di fatto tra gli heel. Il 5 novembre Humberto (accorciamento del precedente ring name) e Angel assunsero il nome Los Lotharios e sconfissero la coppia formata da Cesaro e Mansoor. Il 21 novembre, a Survivor Series, prese parte ad una Battle Royal dedicata a The Rock ma venne eliminato. Nella puntata di SmackDown del 26 novembre prese parte una Battle Royal per determinare lo sfidante all'Universal Championship di Roman Reigns ma venne eliminato. Nella puntata di SmackDown del 24 dicembre partecipò ad un Gauntlet match per determinare lo sfidante all'Intercontinental Championship di Shinsuke Nakamura ma venne eliminato da Ricochet. Nella puntata di SmackDown del 14 gennaio i Los Lotharios presero parte ad un Fatal 4-Way Tag Team match per determinare gli sfidanti allo SmackDown Tag Team Championship degli Usos che comprendeva anche Cesaro e Mansoor, Jinder Mahal e Shanky e i Viking Raiders ma il match venne vinto da questi ultimi. Nella puntata di SmackDown del 25 marzo sconfisse Ricochet per count-out (grazie all'aiuto di Angel), guadagnando un'opportunità all'Intercontinental Championship dello stesso Ricochet. Nella puntata di SmackDown del 1º aprile prese parte ad un Triple Threat match per l'Intercontinental Championship che comprendeva anche il campione Ricochet e Angel ma il match venne vinto dal primo. I Lotharios tornarono in azione, dopo una lunga assenza, nella puntata di SmackDown del 20 gennaio dove vennero sconfitti da Ashante "Thee" Adonis e Top Dolla nel primo turno per determinare gli sfidanti allo SmackDown Tag Team Championship degli Usos. Nella puntata di SmackDown del 31 marzo partecipò all'annuale André the Giant Memorial Battle Royal ma venne eliminato.
Il 1º maggio 2023, per effetto del Draft, i Los Lotharios passarono al roster di Raw. Dopo poco tempo iniziarono ad apparire ad NXT, non più come i Los Lotharios, e il 30 settembre, a NXT No Mercy, parteciparono ad un fatal four-way tag team match per l'NXT Tag Team Championship che comprendeva anche i campioni Tony D'Angelo e Channing "Stacks" Lorenzo, i Creed Brothers e gli OTM (Bronco Nima e Lucien Price) ma a prevalere furono D'Angelo e Lorenzo. Nella puntata di NXT del 17 ottobre parteciparono ad una battle royal per determinare i nuovi sfidanti all'NXT Tag Team Championship di Tony D'Angelo e Channing "Stacks" Lorenzo ma vennero eliminati per ultimi da Andre Chase e Duke Hudson. Nella puntata di NXT del 28 novembre Garza e Carrillo affrontarono Tony D'Angelo e Channing "Stacks" Lorenzo per l'NXT Tag Team Championship venendo però sconfitti.

#### Alleanza con Santos Escobar (2023–presente)
Nella puntata di SmackDown del 22 dicembre Angel e Humberto, mascherati, aiutarono Santos Escobar a sconfiggere Bobby Lashley nel torneo per determinare il nuovo sfidante di Logan Paul per lo United States Championship. Successivamente i tre si allearono e il 12 gennaio, a SmackDown, i Los Lotharios batterono Cruz Del Toro e Joaquin Wilde, ex-alleati di Escobar nel Latino World Order.
Nella puntata di SmackDown del 15 marzo Angel e Berto sconfissero Cruz Del Toro e Joaquin Wilde, ottenendo un posto per il match di qualificazione per il ladder match per l'Undisputed WWE Tag Team Championship a WrestleMania XL.
Nella puntata di SmackDown del 15 novembre ha accettato l'open challenge di LA Knight per il WWE United States Championship, ma il messicano ne usci sconfitto.

## Vita privata
Humberto Carrillo è il cugino di Angel Garza, anch'egli sotto contratto con la WWE.

## Personaggio

### Mosse finali
- Aztec Press (Corner headstand rebound moonsault)
- Diving Moonsault

### Soprannomi
- "The Latino Lion"

## Titoli e riconoscimenti
- Casanova Pro/Producciones Casanova
  - PCLL Tag Team Championship (1) – con Epidemus

- The Crush
  - The Crush Tag Team Championship (1) – con Garza Jr.

- Llaves y Candados
  - LyC Tag Team Championship (1) – con Garza Jr.
  - WWA World Middleweight Championship (1)

- Pro Wrestling Illustrated
  - 91º tra i 500 migliori wrestler singoli nella PWI 500 (2020)